# Jílovský potok (přítok Labe)
Jílovský potok (Jílovák) je levostranný přítok řeky Labe v Ústeckém kraji. Délka jeho toku je 20,25 kilometrů. Plocha povodí měří 76,16 km². 

## Průběh toku

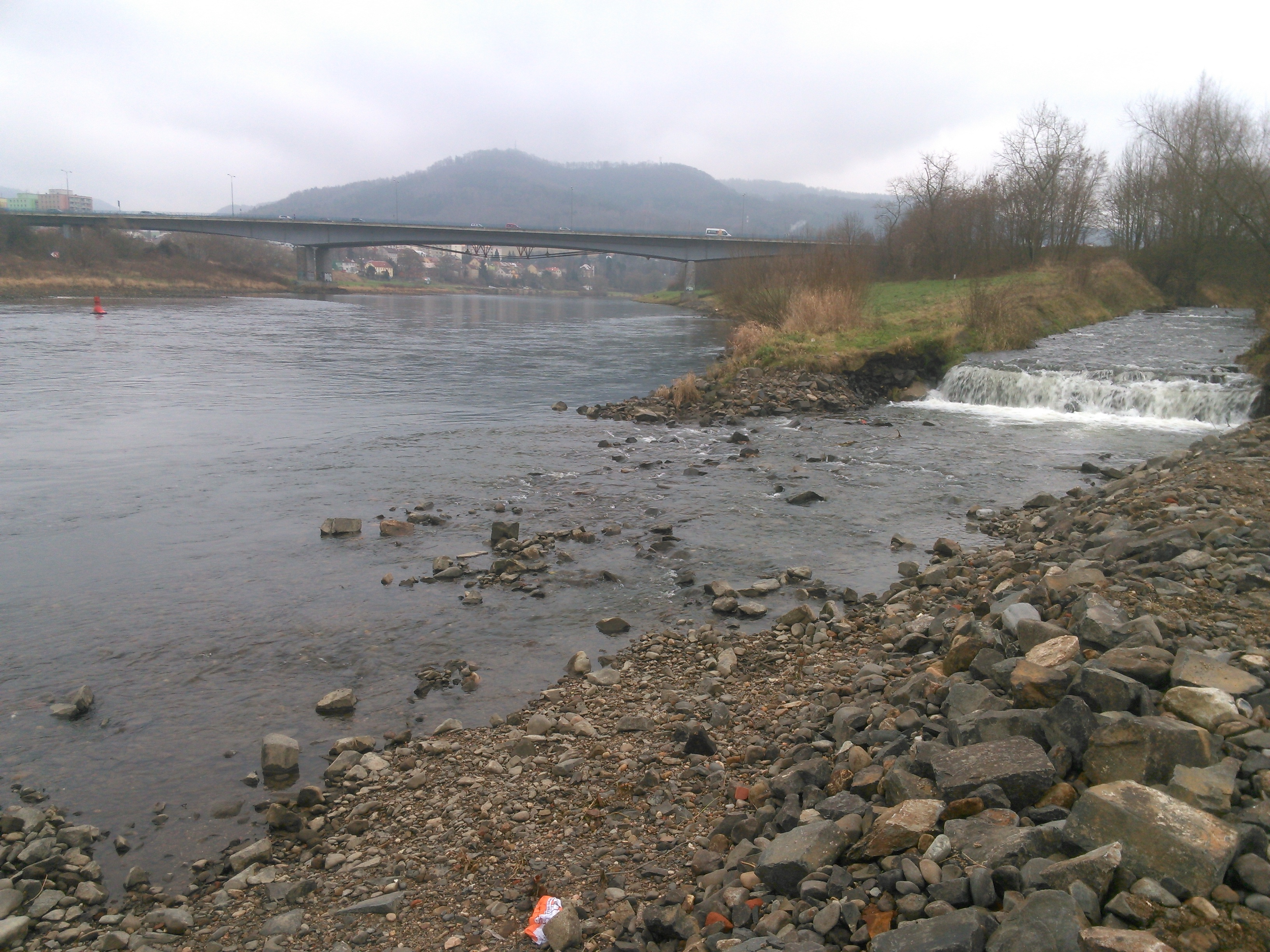
Ústí Jílovského potoka do Labe v Děčíně

Jílovský potok pramení v oblasti Nakléřovského průsmyku v nadmořské výšce 711 metrů. Po celé své délce toku teče převážně východním směrem. Necelých tři sta metrů pod pramenem překračuje silnici 248 a tunel Panenská. Poté se potok dostává do hlubšího údolí, v němž je vybudován suchý polder jako ochrana před zvýšenými stavy vody. Pod ním vtéká do první obce, Libouchec, kde se od něj pomocí umělého rozvodí odděluje Klíšský potok, jenž v Ústí nad Labem ústí do řeky Bíliny. 
V Libouchci se do Jílovského potoka vlévá Chvojenský potok, Tisá, Skalní potok, Liščí potok a Červený potok. Na krátko se dostává do obce Modrá a bezprostředně vtéká do města Jílové. Zde přijímá Hornojílovský potok a Martiněveský potok. Těsně před vtokem do statutárního města Děčín (městská čtvrť Bynov) vtéká v Martiněvsi do dalšího polderu, který je ovšem z části napouštěný. Dílo o ploše 4 250 m² a výšce necelých 10 metrů slouží kromě zachytávání nežádoucích sedimentů jako regulace, jež během vysokých průtoků mírní povodňové vlny. Jeho poslední větší přítoky tvoří Jelení potok a Bělský potok. Nakonec se po opuštění děčínské čtvrti Podmokly vlévá zleva do Labe v nadmořské výšce 123 metrů.
Spravuje jej státní podnik Povodí Ohře. Pod zmíněnou vodní nádrží napájí vody Jílovského potoka po levé straně strouhou Žabí rybník. Ten je poslední ze sedmi podobných rybníků, které byly v minulosti na Jílovském potoce vystavěny. Před ústím do Labe potok vytvářel v širokém náplavovém údolí meandry a tůně. V tomto místě dal Jílovský potok název osadě Bodenbach (tj. Zemitý potok, Podmokly). Zajímavostí je, že v nedávné historii změnilo jeho ústí polohu. Původní ústí se nacházelo až na jižním úpatí Pastýřské stěny, kde byl malý přístav. Ještě před padesáti lety se vléval do Labe 150 metrů pod železničním mostem. V současné situaci je to však 150 metrů nad tímto mostem.

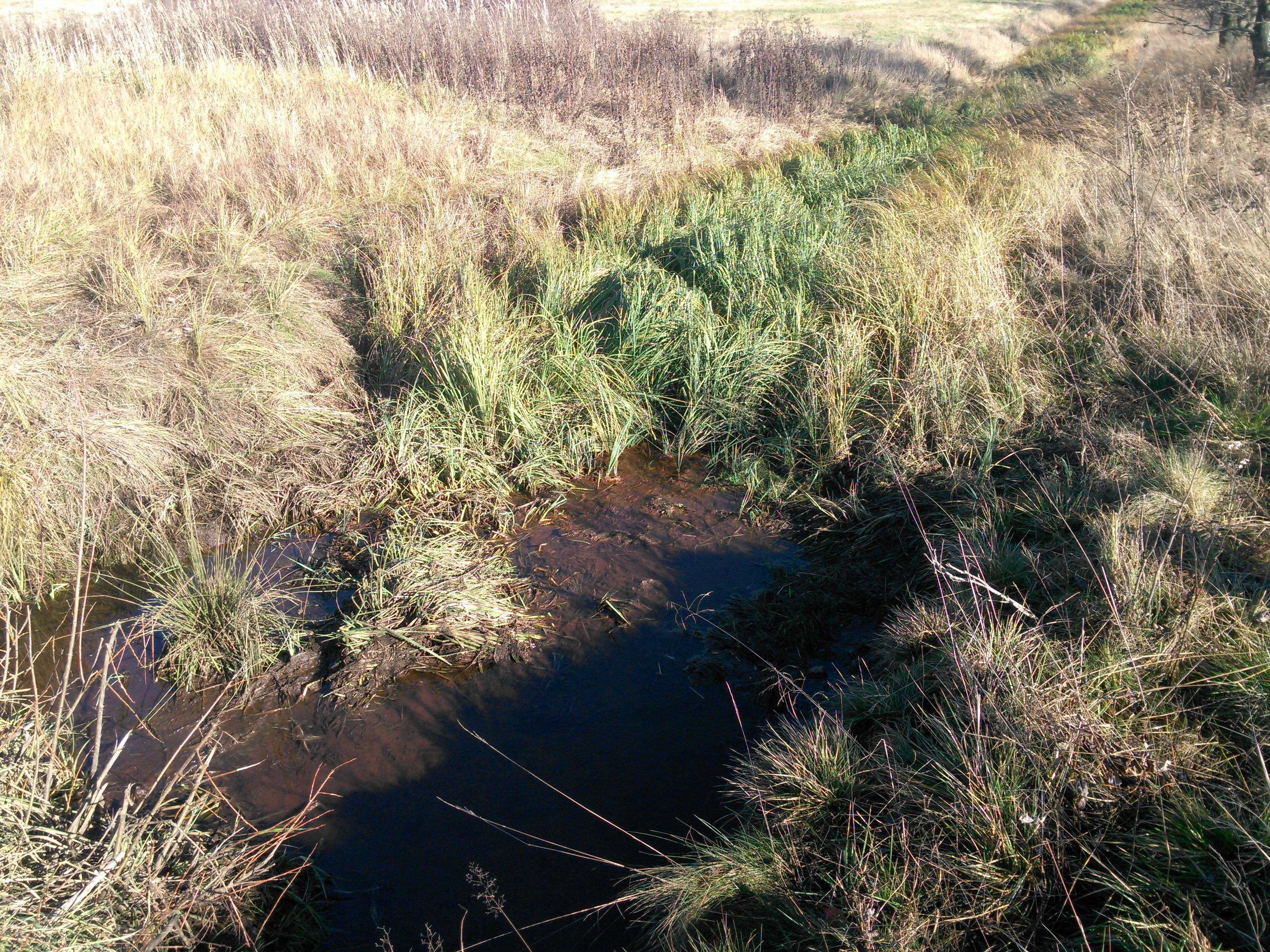
Pramen Jílovského potoka u Nakléřovského průsmyku v nadmořské výšce 711 metrů

### Větší přítoky
- Chvojenský potok, zprava
- Tisá, zleva
- Skalní potok, zleva
- Liščí potok, zprava
- Červený potok, zprava
- Hornojílovský potok, zprava
- Martiněveský potok, zprava
- Jelení potok, zprava
- Bělský potok, zleva

## Vodní režim
Průměrný průtok při ústí činí 0,71 m³/s. Průměrný průtok v Jílovém je 0,471 m³/s. Specifický odtok v povodí Jílovského potoka činí 9,38 l/s/km².
Hlásné profily
| Místo     | Říční kilometr [km] | Plocha povodí [km²] | Průměrný průtok [m³/s] | Q1 [m³/s] | Q5 [m³/s] | Q10 [m³/s] | Q50 [m³/s] | Q100 [m³/s] | Maximální průtok [m³/s] |
| --------- | ------------------- | ------------------- | ---------------------- | --------- | --------- | ---------- | ---------- | ----------- | ----------------------- |
| Libouchec | 14                  | 13                  | 0,1                    | 2,6       | ?         |            | 34,5       | 47          | ?                       |
| Jílové    | 8,56                | 42,58               | 0,471                  | 6,64      | 24,7      | 36,1       | 73,1       | 94,9        | 140                     |

## Umělé rozvodí
Necelé tři kilometry pod pramenem se v Libouchci nachází umělé rozvodí, kde se od Jílovského potoka odděluje menší větev, která napájí Klíšský potok, který dále pokračuje do města Ústí nad Labem, kde se levostranně vlévá do řeky Bíliny bezprostředně před jejím soutokem s Labem. Rozvodí je historická i technická chráněná památka a leží na pozemku soukromé nemovitosti.  Ačkoliv je částečně viditelná z mostu, není k ní pro veřejnost přímý přístup, pouze za předpokladu souhlasu majitele pozemku. V roce 1487 odkoupila radnice v Ústí nad Labem půlku toku Jílovského potoka od děčínských Vartenberků, za účelem posílení Klíšského potoka. 

## Povodně
Jílovský potok je místními obyvateli velmi dobře znám svými ojedinělými extrémními povodněmi (např. 1979, 1987), jež páchají poměrně velké škody. Běžně reaguje na dlouhotrvající deště a zimní oblevy. Před výstavbou protipovodňových zábran byla zaplavována nejníže položená část Podmokel vodou, která se při vysokém stavu vody v Labi navalila korytem Jílovského potoka proti proudu.

### 1987
Největší zaznamená povodeň se odehrála po dvouhodinovém přívalovém dešti extrémní intenzity odpoledne 1. července 1987. Extrémní úhrny dosahující až 195 mm  (Cihlářský rybník, povodí přítoku Tisá) zapříčinily maximální průtok až 140 m³/s. Průtokové vlny během záplav způsobily rozsáhlou erozi koryta a značné škody na majetku. V Libouchci došlo k zaplavení náměstí a v obci Tisá se dokonce protrhl rybník o objemu 4 000 m³. V některých místech byl silným proudem zcela odhalen skalní podklad pod bývalým dnem. Jedná se o jeden z nejintenzivnějších přívalových úhrnů na našem území ve 20. století.

### Další povodně
- 1897 (30. července), maximální průtok 80–100 m³/s
- 1900 (duben)
- 1927 (8. července), maximální průtok 120 m³/s
- 1928 (5. července), maximální průtok 50–60 m³/s
- 1979 (29. července), maximální průtok 120–140 m³/s
- 1981 (20. července), maximální průtok 40 m³/s
- 1984 (6. června), maximální průtok 40–42 m³/s
- 2002 (7. srpna – 16. srpna)
- 2006 (25. března – 5. dubna)
- 2010 (7. srpna – 12. srpna), podemletí silnice č. 13 v Modré

### Zaznamenávání zvýšených stavů
Zde se budou zapisovat kulminační údaje všech neobvykle velkých vodních stavů (profil Jílové). 
| Datum             | Čas   | Průtok [m³/s] | Výška hladiny [cm] | Příčina vzedmutí                               |
| ----------------- | ----- | ------------- | ------------------ | ---------------------------------------------- |
| 26. června 2016   | 02:00 | 9,45          | 72                 | Přívalový déšť                                 |
| 28. prosince 2016 | 17:00 | 4,77          | 43                 | Celodenní vytrvalý déšť značné intenzity       |
| 20. února 2017    | 22:00 | 5,39          | 47                 | Rychle tající sníh a déšť                      |
| 10. března 2017   | 06:00 | 5,7           | 49                 | Vytrvalý déšť značné intenzity                 |
| 1. června 2018    | 15:00 | 2,68          | 29                 | Přívalový déšť                                 |
| 14. ledna 2019    | 03:00 | 5,7           | 49                 | Tání sněhu a vytrvalý déšť                     |
| 22. února 2019    | 08:00 | 4,24          | 39                 | Vytrvalý déšť a tání sněhu ve vyšších polohách |
| 4. února 2021     | 10:00 | 6,83          | 55                 | Tání sněhu a déšť                              |
| 17. července 2021 | 18:50 | 16,5          | 110                | Vytrvalý a vydatný déšť                        |

## Fotogalerie

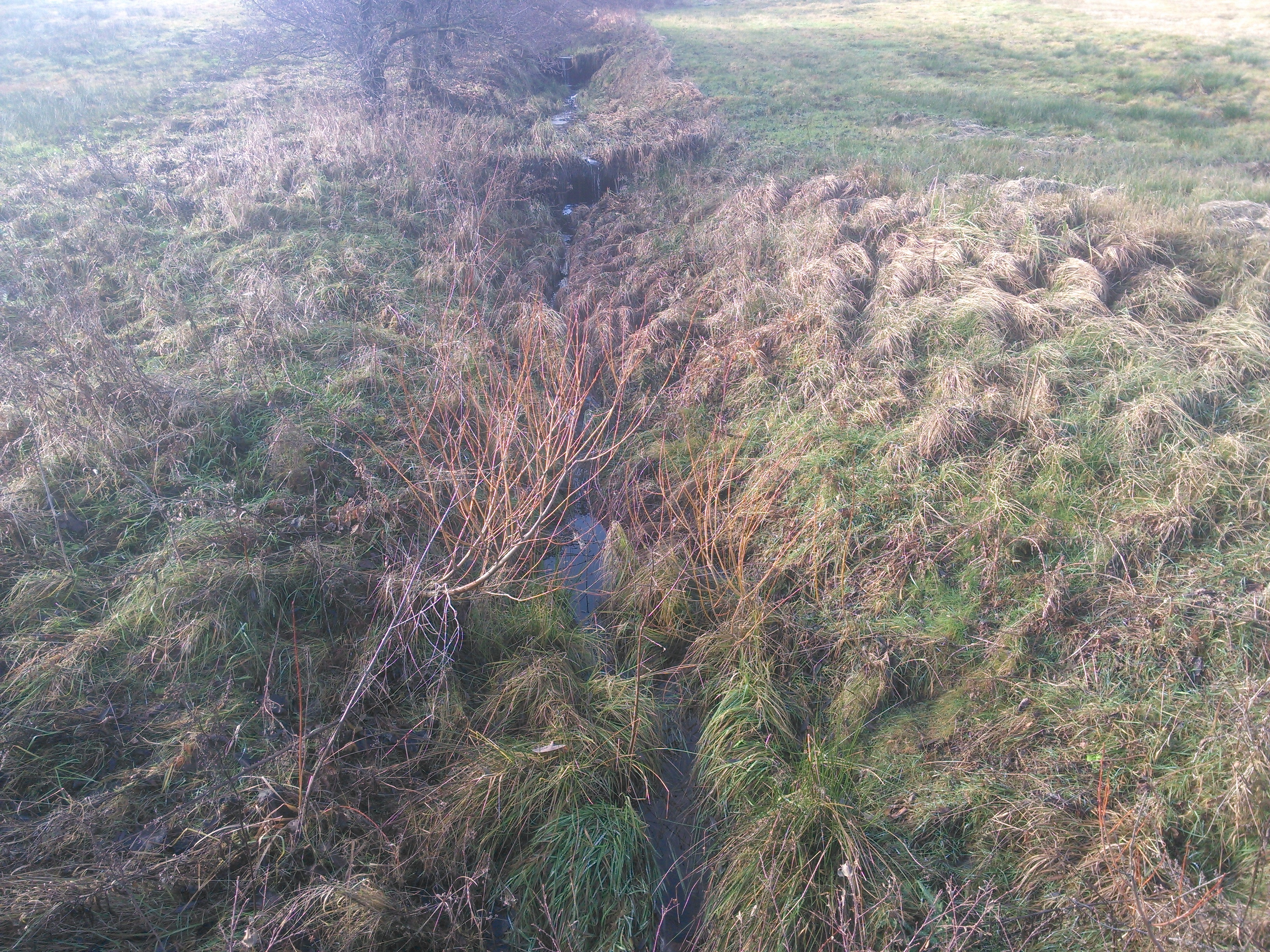
Pod pramenem.
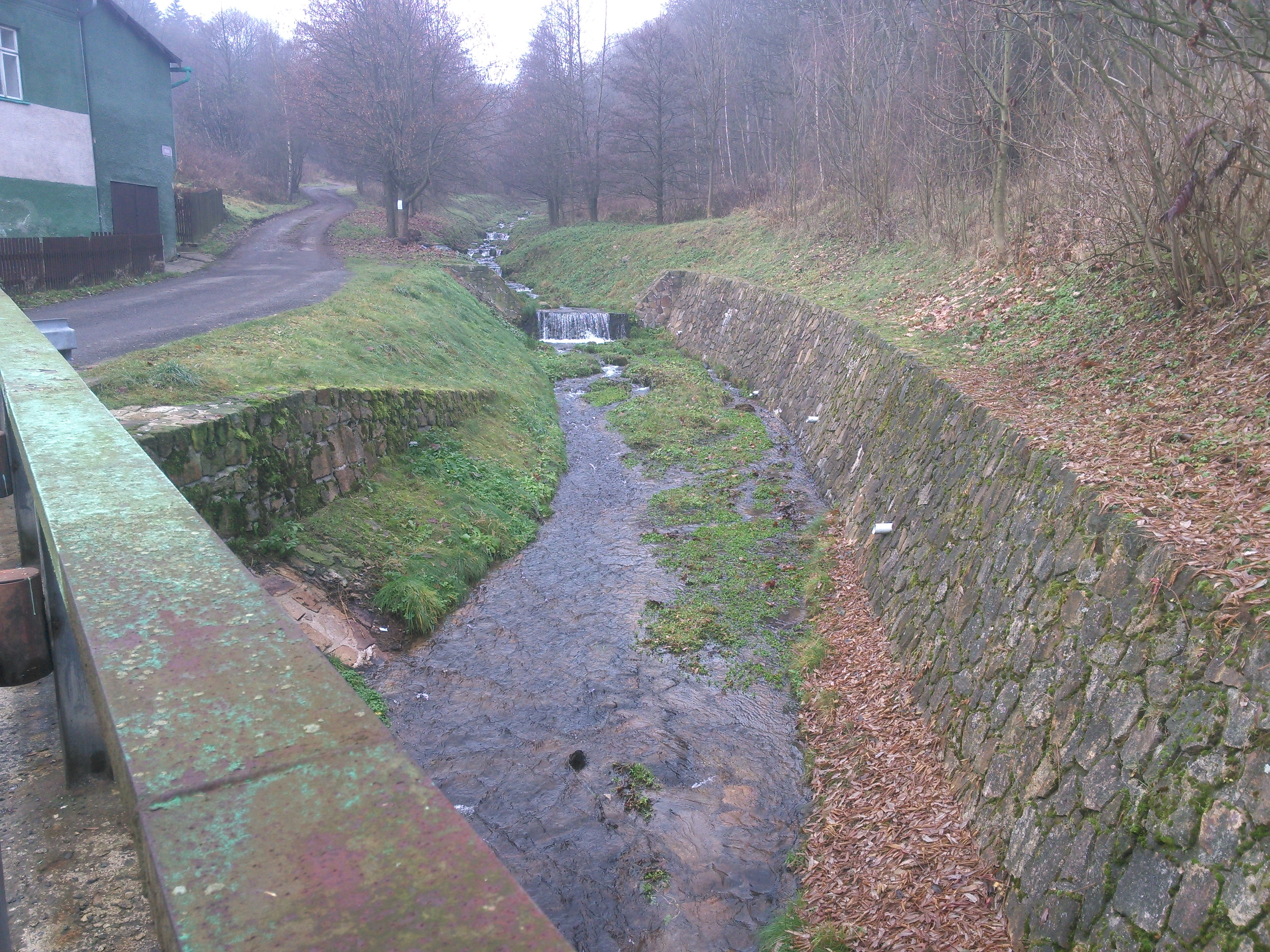
Vtok do obce Libouchec
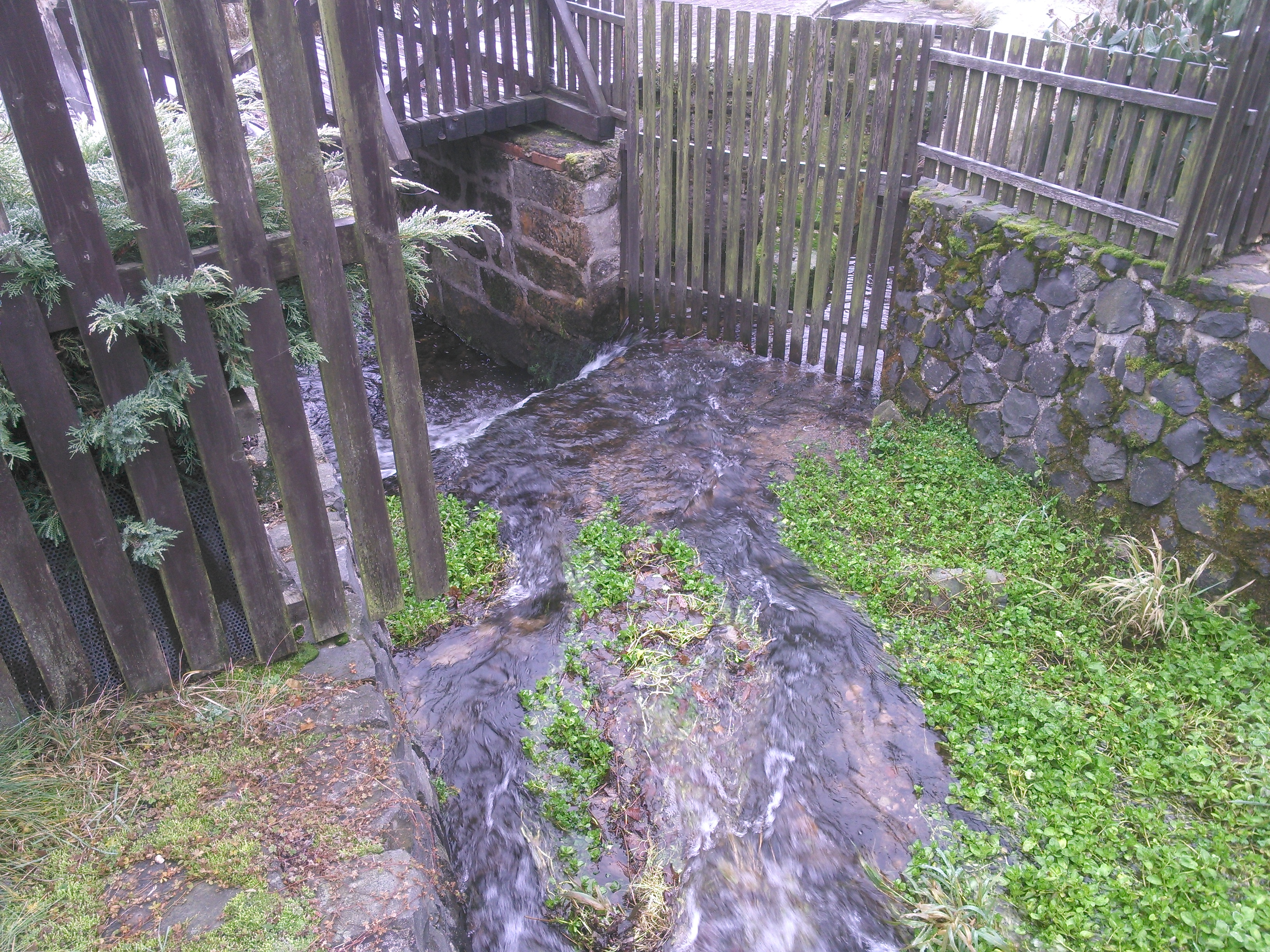
Umělé rozvodí v obci, počátek Klíšského potoka
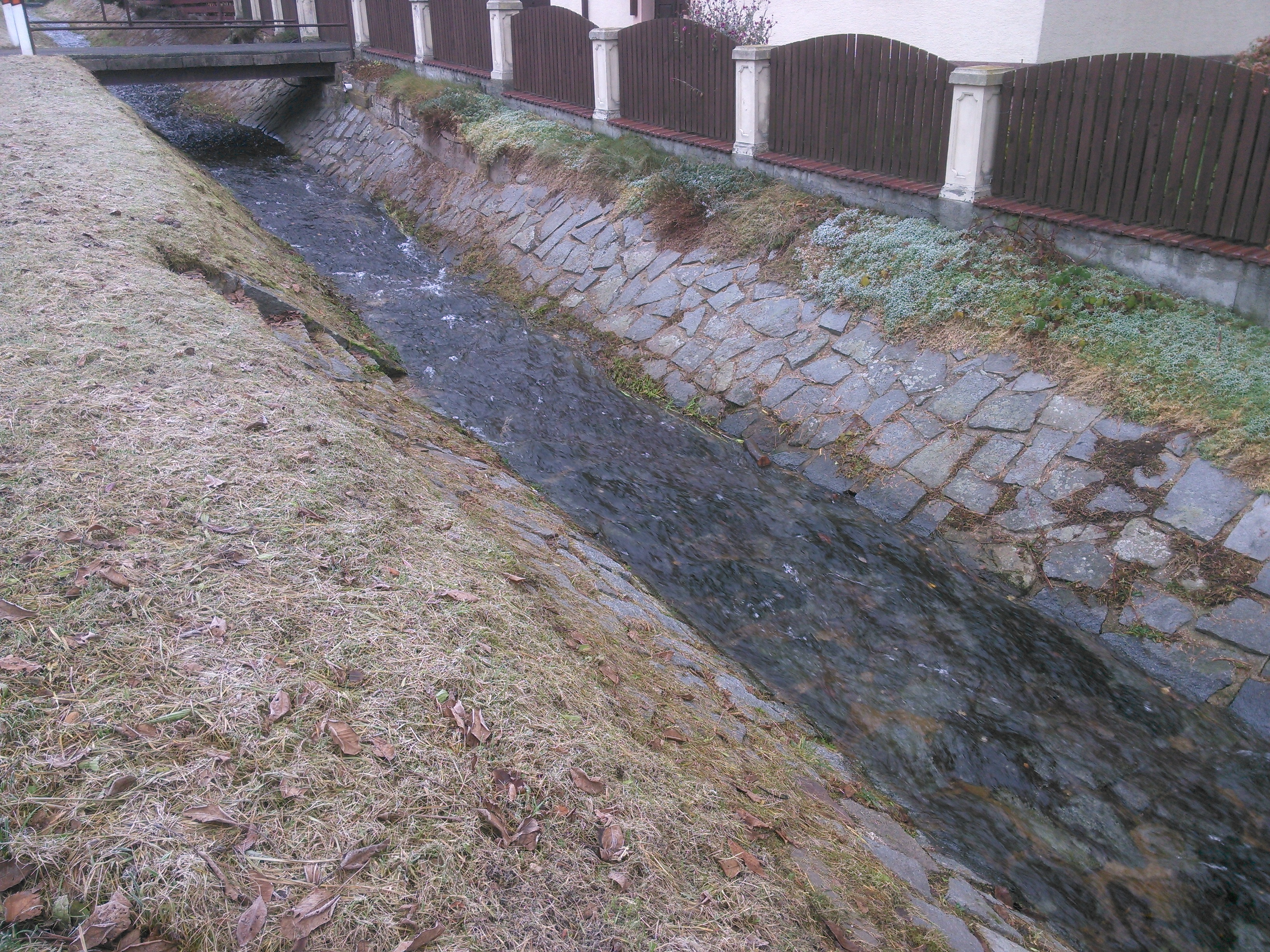
Libouchec
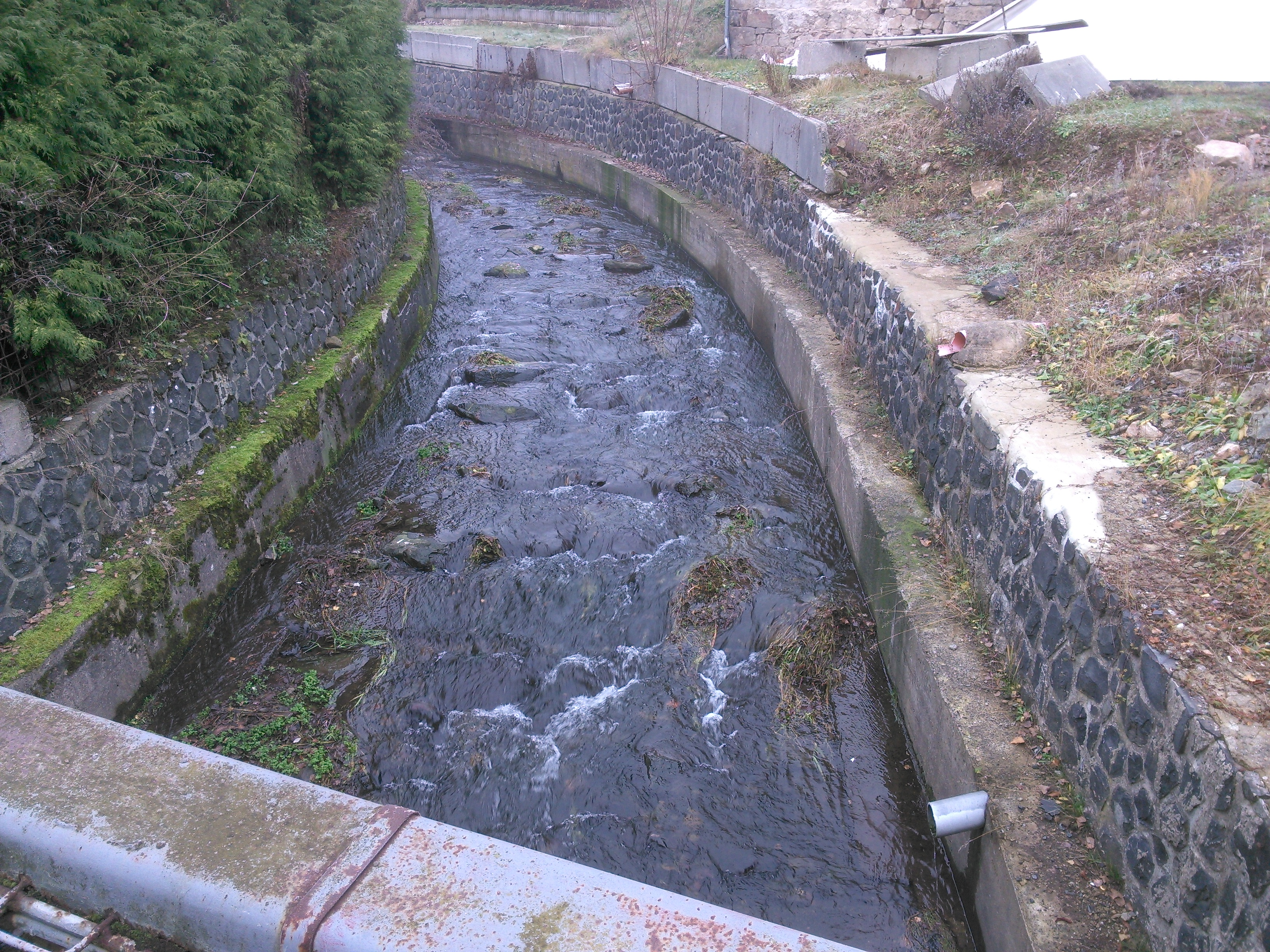
Pod soutokem s Chvojenským potokem
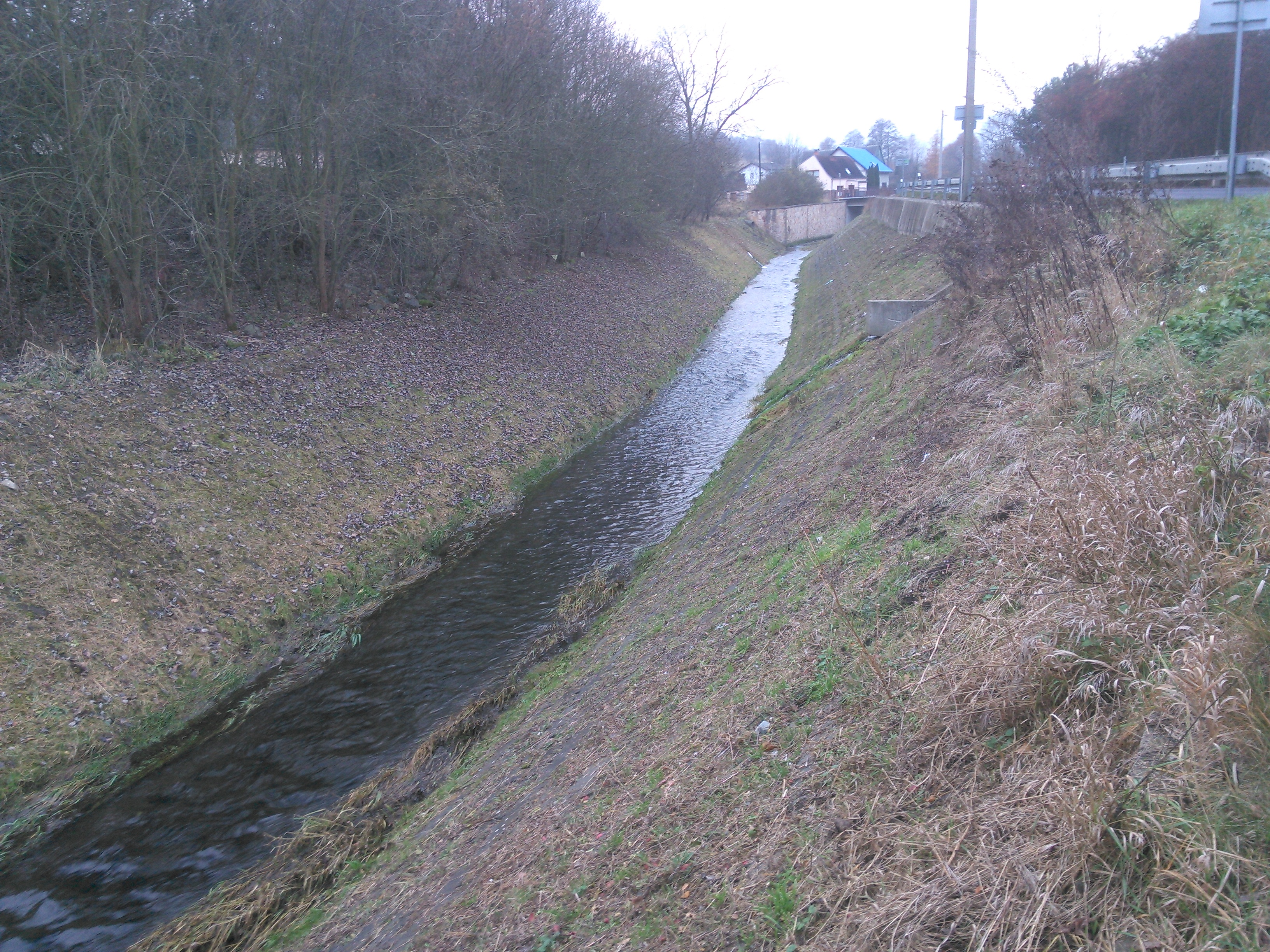
Mezi Libouchem a Modrou
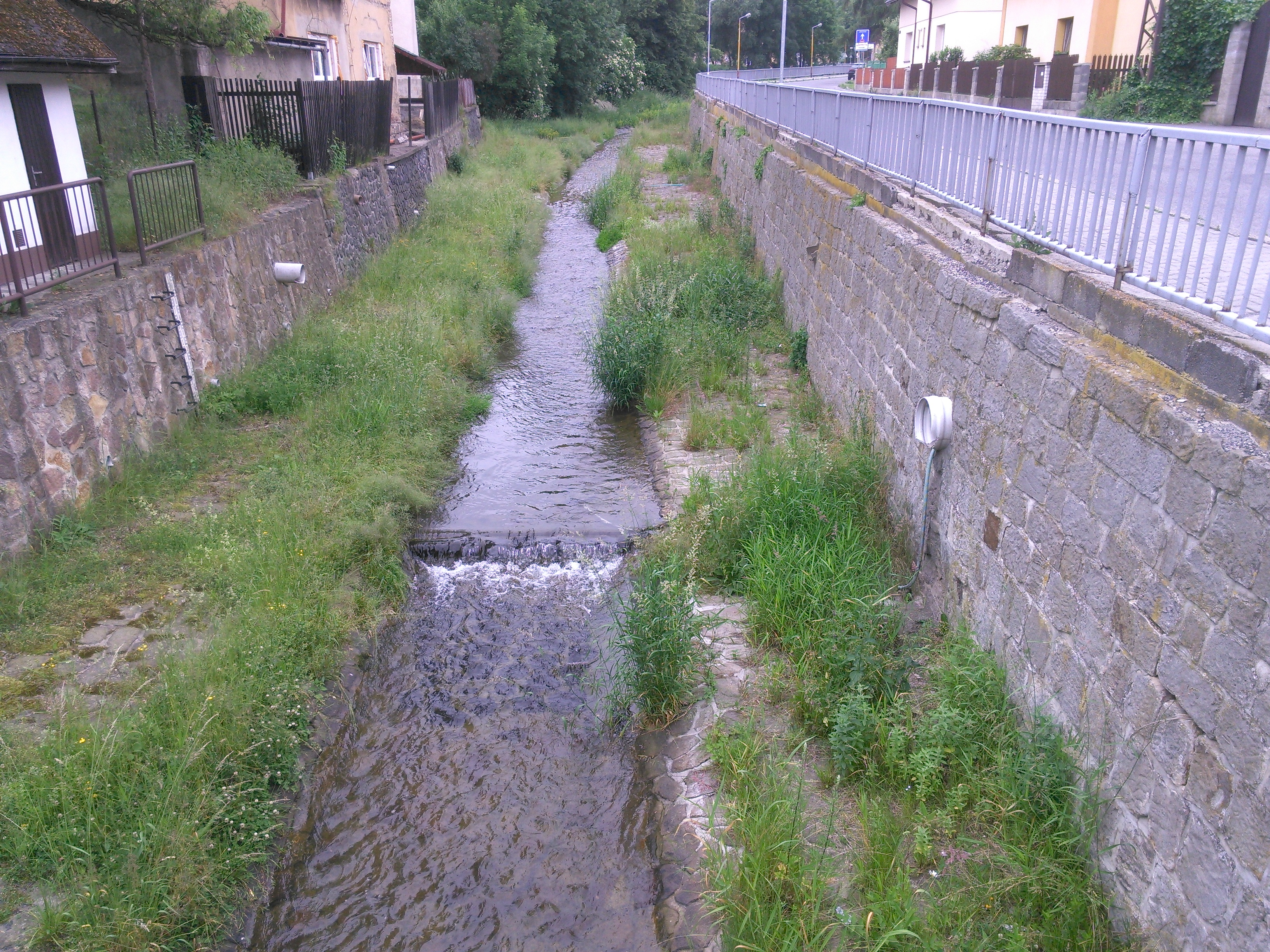
V Jílovém (bílý objekt vlevo je měřící stanice)
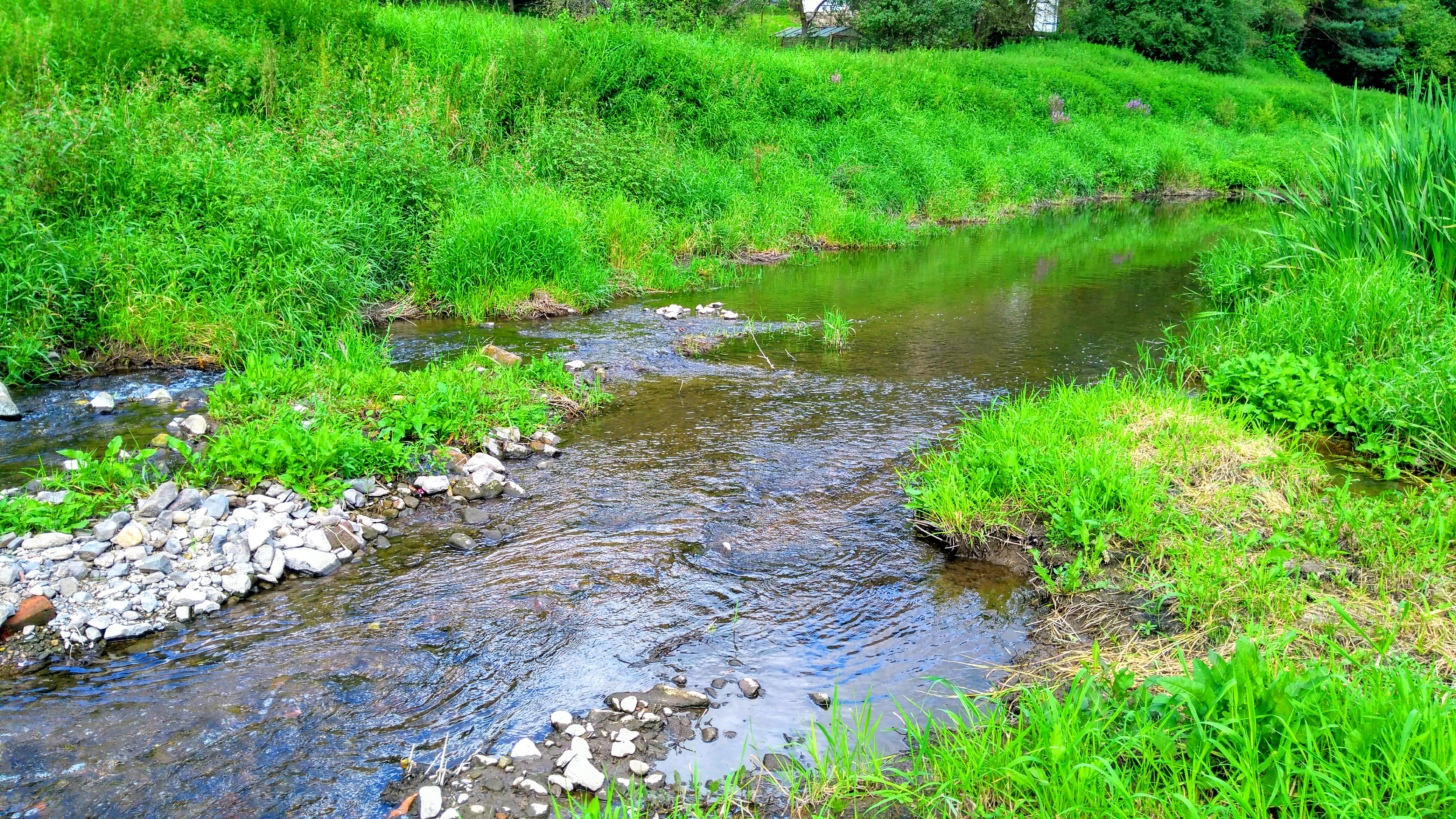
Vtok potoka do přehrady
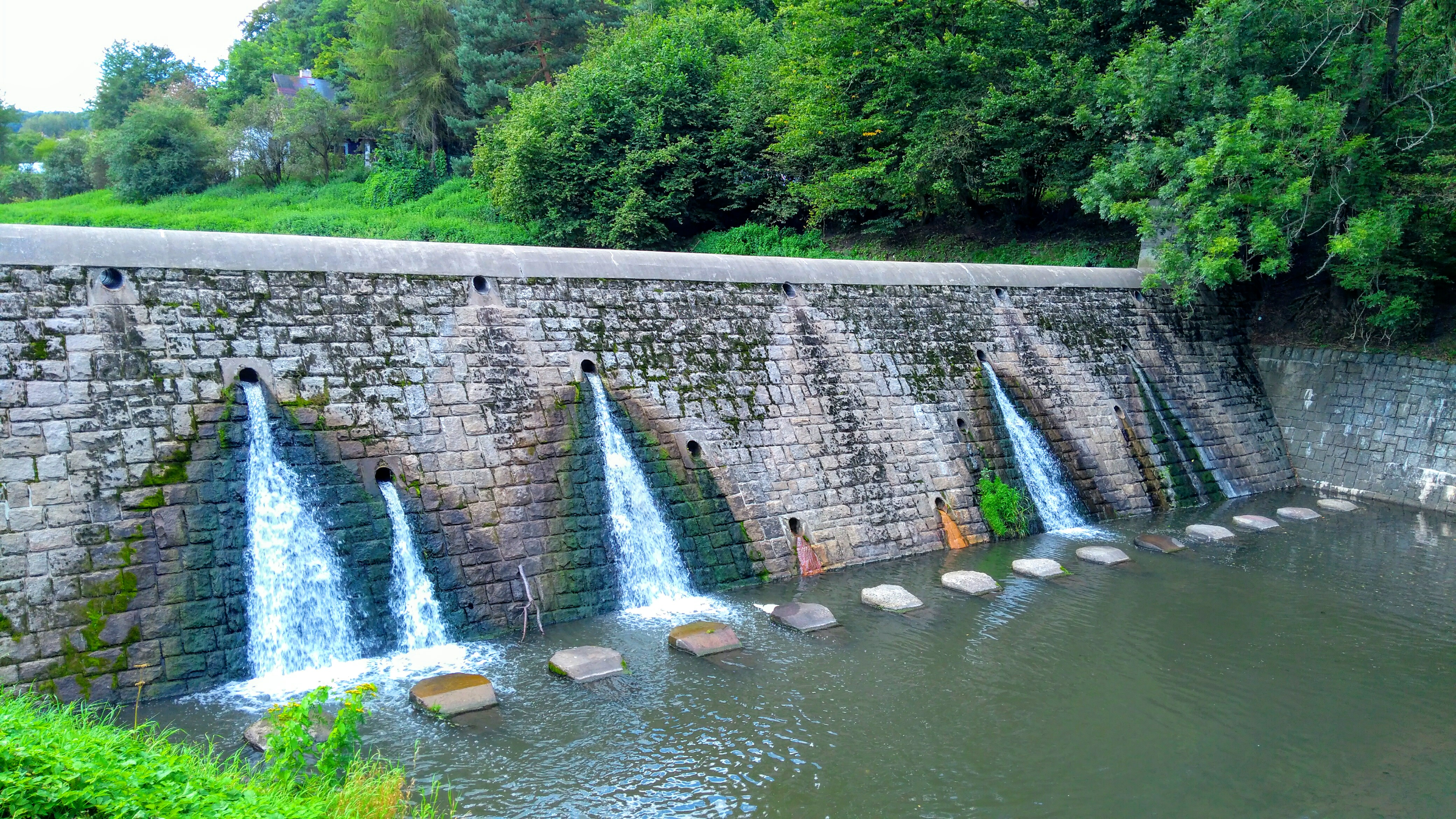
Přehrada v Martiněvsi
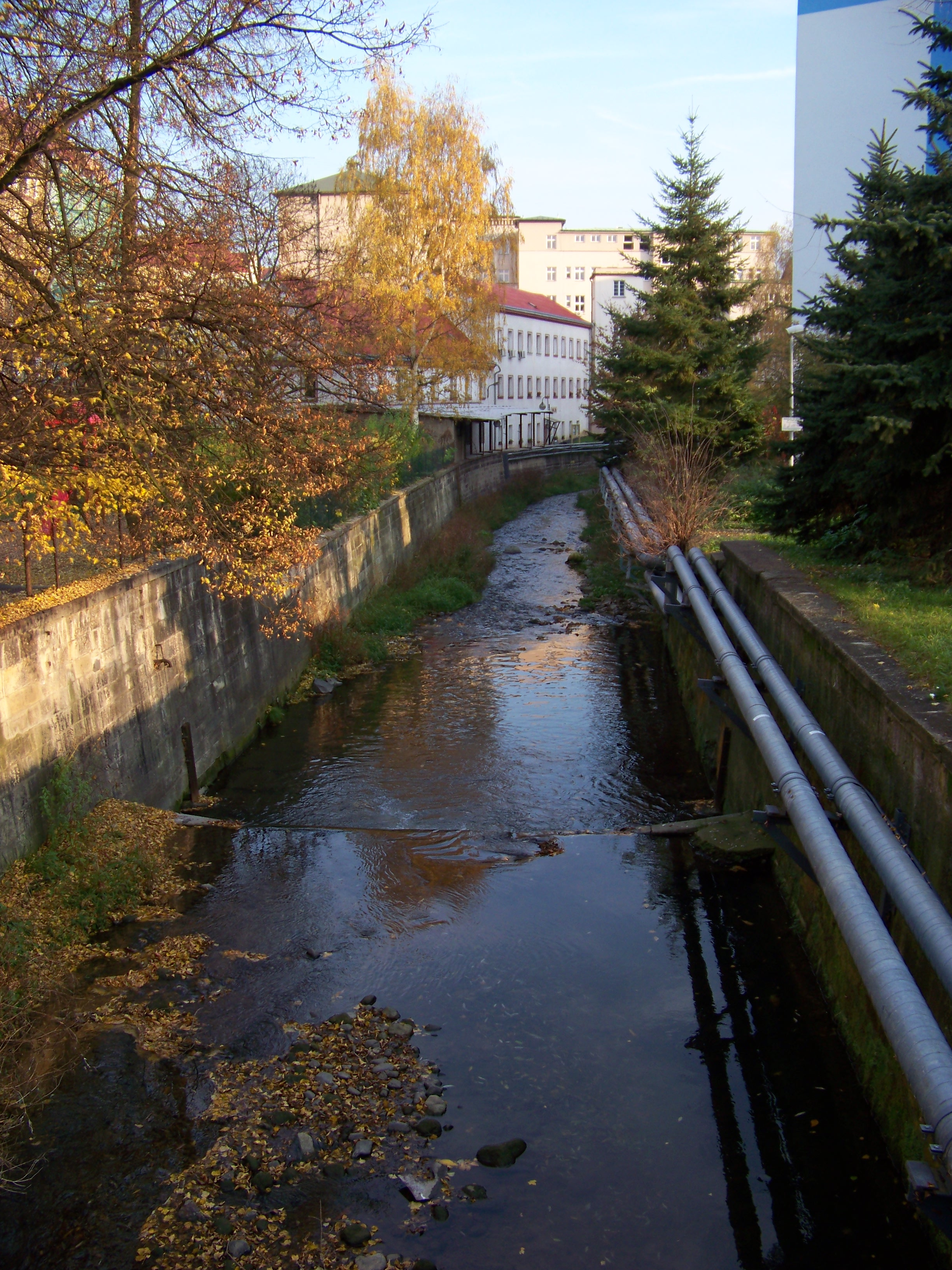
V Podmoklech
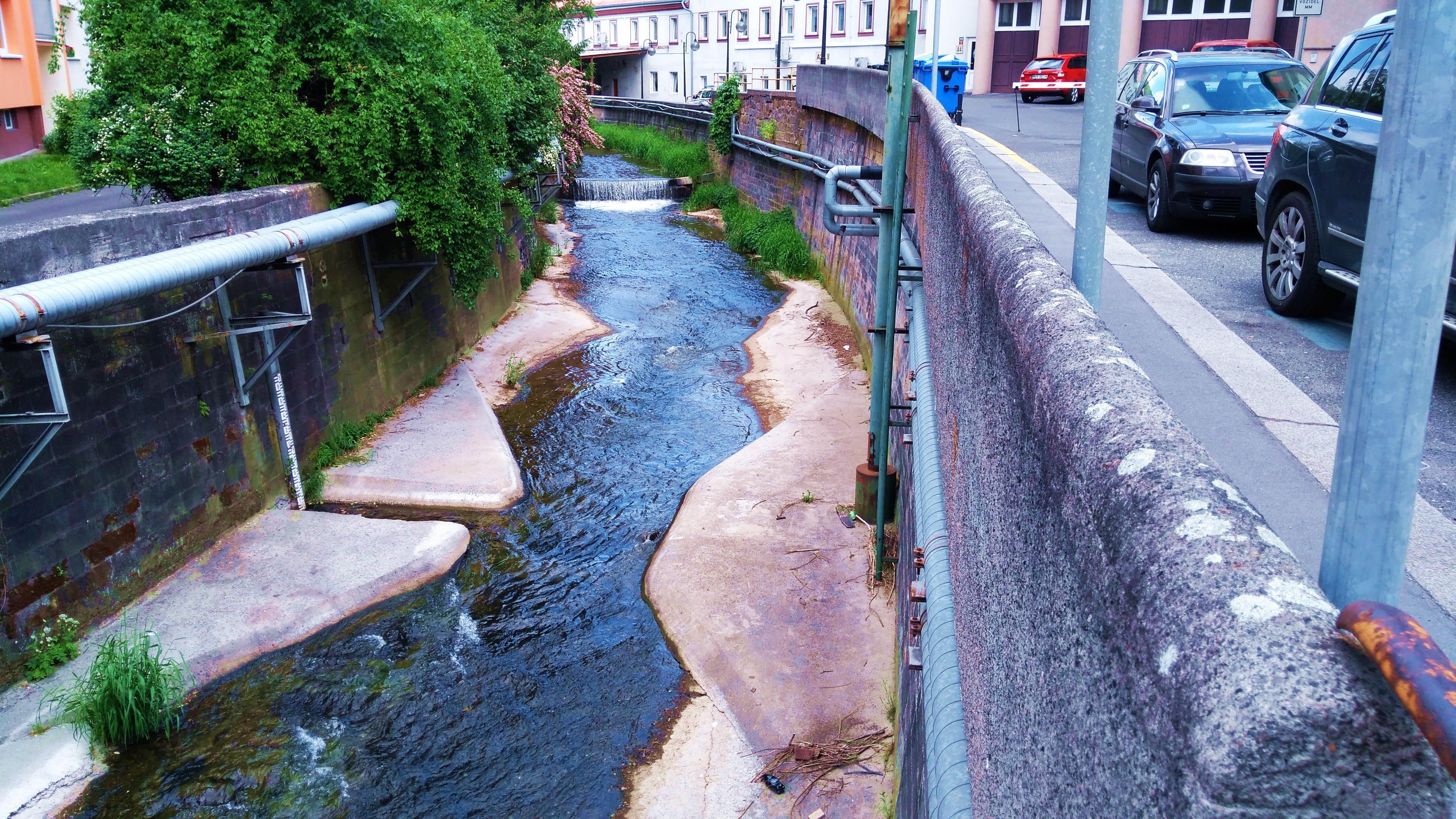
V Podmoklech
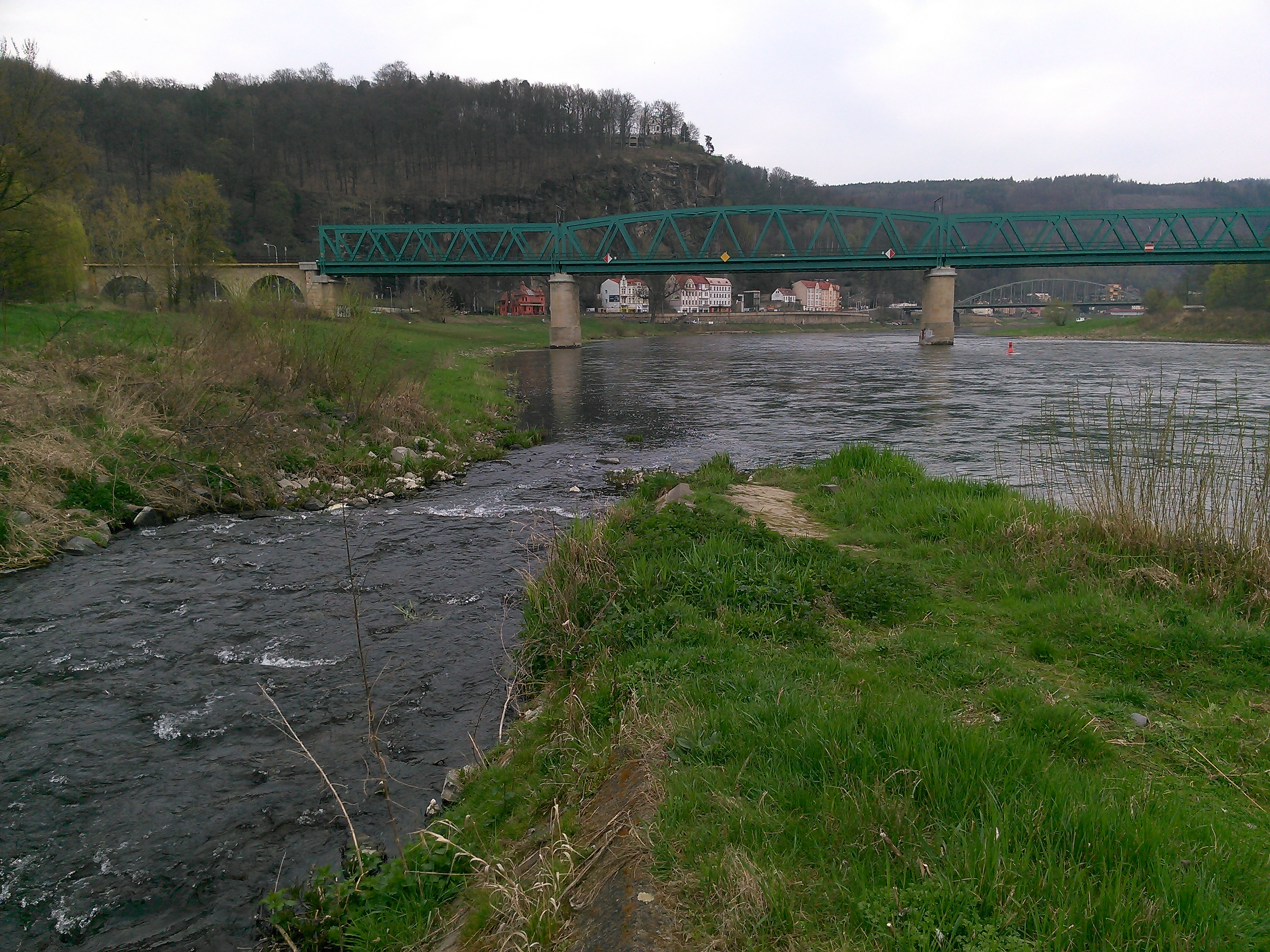
Ústí potoka do Labe